# Cargo (Australia)
Cargo – miasto w Australii, w stanie Nowa Południowa Walia.